# 7e étape du Tour de France 1914
Pour un article plus général, voir Tour de France 1914.
La 7e étape du Tour de France 1914 s'est déroulée le vendredi 10 juillet.
Les coureurs relient Luchon, en Haute-Garonne, à Perpignan, dans les Pyrénées-Orientales, au terme d'un parcours de 323 kilomètres.
Le Français Jean Alavoine gagne l'étape, tandis que le coureur belge Philippe Thys conserve la tête du classement général.

## Déroulement de la course
Jean Alavoine affiche une forme étincelante et franchit en tête la plupart des cols gravis[Lesquels ?] lors de cette étape. Il s'impose à l'arrivée, réglant au sprint ses quatre compagnons d'échappée, dont Philippe Thys et Henri Pélissier, les deux premiers coureurs du classement général, qui se neutralisent.

## Classements

### Classement de l'étape
| \| Classement de l'étape \| Classement de l'étape \| Classement de l'étape \| Classement de l'étape \| Classement de l'étape \| \| Coureur \| Coureur \| Pays \| Équipe \| Temps \| \| --------------------- \| --------------------- \| --------------------- \| ------------------------- \| --------------------- \| \| 1er \| Jean Alavoine \| France \| Peugeot-Wolber \| 11 h 47 min 05 s \| \| 2e \| Marcel Buysse \| Belgique \| Alcyon-Soly \| + 0 s \| \| 3e \| Philippe Thys \| Belgique \| Peugeot-Wolber \| + 0 s \| \| 4e \| Henri Pélissier \| France \| Peugeot-Wolber \| + 0 s \| \| 5e \| Jean Rossius \| Belgique \| Alcyon-Soly \| + 0 s \| \| 6e \| Odile Defraye \| Belgique \| Alcyon-Soly \| + 5 min 05 s \| \| 7e \| Alfons Spiessens \| Belgique \| J.B. Louvet - Continental \| + 5 min 05 s \| \| 8e \| Oscar Egg \| Suisse \| Peugeot-Wolber \| + 15 min 17 s \| \| 9e \| Gustave Garrigou \| France \| Peugeot-Wolber \| + 15 min 17 s \| \| 10e \| Henri Devroye \| Belgique \| Armor-Soly \| + 24 min 53 s \| |                  |          |                           |                  |
| |                  |          |                           |                  |
| |                  |          |                           |                  |
| Classement de l'étape |                  |          |                           |                  |
| Coureur | Coureur          | Pays     | Équipe                    | Temps            |
| 1er | Jean Alavoine    | France   | Peugeot-Wolber            | 11 h 47 min 05 s |
| 2e | Marcel Buysse    | Belgique | Alcyon-Soly               | + 0 s            |
| 3e | Philippe Thys    | Belgique | Peugeot-Wolber            | + 0 s            |
| 4e | Henri Pélissier  | France   | Peugeot-Wolber            | + 0 s            |
| 5e | Jean Rossius     | Belgique | Alcyon-Soly               | + 0 s            |
| 6e | Odile Defraye    | Belgique | Alcyon-Soly               | + 5 min 05 s     |
| 7e | Alfons Spiessens | Belgique | J.B. Louvet - Continental | + 5 min 05 s     |
| 8e | Oscar Egg        | Suisse   | Peugeot-Wolber            | + 15 min 17 s    |
| 9e | Gustave Garrigou | France   | Peugeot-Wolber            | + 15 min 17 s    |
| 10e | Henri Devroye    | Belgique | Armor-Soly                | + 24 min 53 s    |

### Classement général
| \| Classement général \| Classement général \| Classement général \| Classement général \| Classement général \| \| Coureur \| Coureur \| Pays \| Équipe \| Temps \| \| ------------------ \| ------------------ \| ------------------ \| ------------------ \| ------------------ \| \| 1er \| Philippe Thys \| Belgique \| Peugeot-Wolber \| 96 h 46 min 49 s \| \| 2e \| Henri Pélissier \| France \| Peugeot-Wolber \| + 34 min 27 s \| \| 3e \| Jean Alavoine \| France \| Peugeot-Wolber \| + 46 min 23 s \| |                 |          |                |                  |
| |                 |          |                |                  |
| |                 |          |                |                  |
| Classement général |                 |          |                |                  |
| Coureur | Coureur         | Pays     | Équipe         | Temps            |
| 1er | Philippe Thys   | Belgique | Peugeot-Wolber | 96 h 46 min 49 s |
| 2e | Henri Pélissier | France   | Peugeot-Wolber | + 34 min 27 s    |
| 3e | Jean Alavoine   | France   | Peugeot-Wolber | + 46 min 23 s    |